# Herzogberg (Gemeinde Edelschrott)
Herzogberg ist ein Ort in der Weststeiermark sowie eine Streusiedlung in der Marktgemeinde Edelschrott im Bezirk Voitsberg in der Steiermark. Der Ort liegt an den Hängen des Laudonkogels.

## Lage und Geographie
Herzogberg liegt im zentralen Teil der Marktgemeinde Edelschrott, im Südwesten der Katastralgemeinde Edelschrott an dem zum Modriachbach und dem Packer Stausee hin abfallenden westlichen Hängen des  Laudonkogels. Im Osten befindet sich die Streusiedlung Mittlerer Herzogberg während im Südosten die Streusiedlung Oberer Herzogberg liegt. Im Norden schließt der Ortsteil Unterer Herzogberg an die Streusiedlung an.
Südlich und südöstlich von Herzogberg verläuft die Süd Autobahn A 2 und der Herzogbergtunnel.

## Geschichte
Die Gegend um Herzogberg dürfte bereits seit der älteren Eisenzeit besiedelt sein. Darauf lässt der Fund eines bronzenen Armreifens beim Bauernhof Reinischtoni bei der Streusiedlung Mittlerer Herzogberg schließen. Dieser lässt sich auf das 6. Jahrhundert vor Christus datieren und wird der späten Hallstattzeit zugeordnet.
Herzogberg entstand im Hochmittelalter auf einem Rodungsgebiet und bestand ursprünglich aus Einzelhöfen und Einödfluren. Das von 1220 bis 1230 stammende Urbar der Babenberger nennt 45 Huben bei Herzogberg, die alle den Landesfürsten untertänig waren. Herzogberg selbst wird erstmals 1268/69 als in monte ducis, lateinisch für am Berg des Herzogs, urkundlich erwähnt. Der Name bezieht sich darauf das der Ort Herzogberg und der gleichnamige Berg im Besitz des steirischen Herzogs waren. Im ältesten Urbar der Habsburger von 1282 bis 1296 werden bereits 91 bäuerliche Besitzer bei Herzogberg genannt. Von diesen Besitzern trugen 27 slawische Namen, der rest war deutsch. Bis zum Ende des 13. Jahrhunderts war es bei Herzogberg zu weitgehenden Realteilungen der Besitzungen gekommen, so dass es zu dieser Zeit nur mehr eine ungeteilte Hube gab. Vier Huben wurden damals bereits als öde, also als verlassen, bezeichnet.
Zwischen 1381 und 1399 wird der Ort als an dem Herczogpberg erwähnt. Der Großteil der Untertanen des ehemals landesfürstlichen Gut am Herzogberg kamen nach dem Mittelalter an die beiden Herrschaften Obervoitsberg und Greißenegg und blieben auch bis zur Abschaffung der Grundherrschaften im Jahr 1848 bei diesen. Die Herrschaft Obervoitsberg hatte auch ein eigenes Amt bei Herzogberg. Zumindest um 1498 gehörten auch einige Untertanen zum Nestleramt der Herrschaft Lankowitz.
Im Jahr 1680 hielt die Pest in Herzogberg einzog, ihr fielen alle Bewohner des Hofes Blais Wurzer, mit Ausnahme eines kleinen Bubens, zum Opfer. Aufgrund des Türkeneinfalles im Jahr 1683 sollten die Untertanen der Herren von Wagensperg im Ligister Wald eine Kreidfeuerstation errichten. Diese wurde schließlich nicht errichtet, da sich die Untertanen mit der Begründung wehrten, dass dies früher auch nicht üblich gewesen sei. Ab spätestens 1685 bis 1775 wurde bei Herzogberg eine Maut eingehoben, mit dessen Erlös die Ströhberne Bruck’n über die Teigitsch erhalten wurde. Um etwa 1790 wird der Ort schließlich erstmals als Herzogberg bezeichnet. Johann von Wagensperg suchte am 8. November 1788 auf die Bewilligung zum Bau einer Glashütte an, da ausreichend Holz und Quarz in dieser Gegend vorhanden waren. Der Bau wurde nicht vollzogen, da er am Widerstand und den Klagen der umliegenden Hammerwerke scheiterte. Graf Raimund von Saurau schürfte 1791 bei Herzogberg nach Eisen.
In Folge der Theresianischen Reformen wurde Herzogberg dem Grazer Kreis unterstellt und nach dem Umbruch 1848 war er bis 1867 dem Amtsbezirk Voitsberg zugeteilt. Mit der Konstituierung der freien Gemeinden im Jahr 1850 kam der Ort zu der freien Ortsgemeinde Edelschrott.
Aufgrund der reichen Holzvorkommen wurde zu dessen Transport im Jahr 1921 eine zwischen Modriach und Köflach verkehrende Seilbahn errichtet. Diese war von 1922 bis 1930 in Betrieb. Die Station in Edelschrott brannte 1927 und die Endstation in Köflach 1928 vollständig ab. Da es zu Beginn der Weltwirtschaftskrise zu einer Verringerung der Holzexporte kam und da durch den Ausbau der späteren Packer Straße zwischen Modriach und Stampf auch LKWs leichter nach Kreuzberg gelangten, rentierte sich der vollständige Betrieb der Seilbahn bald nicht mehr. So wurde 1928 die Strecke zwischen Edelschrott und Köflach stillgelegt, der Rest der Bahn folgte schließlich 1930. Die Abtragung der Anlage erfolgte 1932 oder 1934.

## Wirtschaft und Infrastruktur
Herzogberg ist land- und forstwirtschaftlich geprägt. Vor allem zu Ende des 19. Jahrhunderts und Beginn des 20. Jahrhunderts waren mehrere Sägewerke in Herzogberg aktiv.
Bereits im Mittelalter verlief eine aus der Leibnitzer und Stainzer Gegend kommende Handelsstraße, die über das Gaberl nach Judenburg führte an Herzogberg vorbei. Die Landesstraße L344, die Modriacherstraße verläuft im Westen und Südwesten. Im Süden und Südosten verläuft die Süd Autobahn A 2 und der rund 2 Kilometer lange Herzogbergtunnel an Herzogberg vorbei. Der Herzogbergtunnel wurde zwischen April 1977 und 1981 erbaut, eine zweite Röhre wurde zwischen 2001 und 2005 errichtet.
Zwischen 1922 und 1930 wurde von der Seilbahn AG Herzogberg-Köflach eine rund 13 Kilometer lange Seilbahn zur Holzbringung zwischen den Klugbauer bei Modriach und dem Kalkofen in Köflach betrieben. Der Antrieb der Bahn befand sich auf der Pölzlebene bei Edelschrott. Verladestationen gab es beim Klugbauer in Modriach, der Hautpbeladestation bei der Fürsthube beim Hahnenschloss, beim Hof Zwandl, beim Hubenbauer, bei der Ströhberne Bruck’n, am Jurikogel, auf der Pölzlebene, beim Hof Schleifer, beim Gößler-Auen-Nestler, am Blümelkogel, in Pichling bei Köflach und schließlich beim Kalkofen in der Nähe des Köflacher Bahnhofes.

## Kultur und Sehenswürdigkeiten
Bei Herzogberg befindet sich das sogenannte Hahnenschloss, ein 1865 errichtetes Jagdhaus. Dieses diente ursprünglich vor allem der Jagd auf Auerhähne und auch Erzherzog Johann verbrachte dort einige Aufenthalte.
Daneben gibt es auch einige religiöse Kleindenkmäler in Kreuzberg. So befindet sich beim Bauernhof Leckerfastl die Leckerfastlkapelle, eine 1885 errichtete Kapelle aus Stein. Die 10 Meter lange Zmaserkapelle wurde 1886 am Mittleren Herzogberg errichtet und beherbergt eine Statue der Maria von Lourdes. Die Schusterkapelle wurde 1888 erbaut und hat einen Turm, der zwei Glocken trägt sowie einen den Heiligen Joachim und Anna geweihten Altar. An der Kreuzung der Herzogbergstraße mit der Zufahrtstraße zum Bäckenhubenbauer und der Pfennighube steht das im 17. Jahrhundert vermutlich als Pestkreuz errichtete Bäckenhubenbauerkreuz. Dabei handelt es sich um einen Pfeilerbildstock mit Giebeldach. Die Giebelseiten sind mit Holz verschalt und am Giebelfeld steht ein schwarzes Kruzifix mit einem Korpus aus Porzellan und einem ebenfalls aus Porzellan gefertigten Totenkopf. In der rechteckigen Nische des Bildstockes befindet sich ein Öldruck, dessen Motiv sich nicht mehr erkennen lässt. Das Ebenlechnerkreuz ist ein im 17. Jahrhundert ebenfalls als Pestkreuz errichteter Tabernakelbildstock. In der Hauptnische des Bildstockes steht eine 60 Zentimeter hohe barocke Marienfigur aus Holz. Die Fassung der Figur ist allerdings aus jüngerer Zeit. Daneben stehen Figuren des heiligen Josefs mit Jesuskind sowie des Heilands auf der Wies. Das Gratzjörglkreuz an der Forststraße ist ebenfalls ein Tabernakelbildstock mit verschalten Giebelfeldern. Auch dieser Bildstock wurde um 17. Jahrhundert vermutlich als Pestkreuz errichtet. An der Straßenseite befindet sich die Inschrift Geh nicht unter mein Dach lieber…. Bei der Zufahrt zum Bauernhof Stiboller befindet sich das Jaukkreuz. An dieser Stelle soll einmal ein Briefträger überfallen worden sein. Dieses Kreuz ist ein aus Ziegeln gemauerter Pfeilerbildstock und beherbergt eine 80 Zentimeter große Christusfigur an der Geißelsäule aus dem Beginn des 19. Jahrhunderts. An der Rückwand der Nische hängt in einem Barockrahmen eine Kopie des Mariahilfbildes von Giovanni Pietro de Pomis.
Anlässlich des Erzherzog-Johann-Gedenkjahres 1959 wurde beim Hahnenschloss, beim Gasthaus Jägerwirt ein Erzherzog-Johann-Bildstock errichtet, der am 13. September dieses Jahres geweiht wurde.